# Scott Lambert
Pour les articles homonymes, voir Lambert.
Scott Lambert est un producteur de cinéma américain.

## Biographie
Scott Lambert dirige la société de production conjointe EMJAG Productions avec son épouse, la productrice Alexandra Milchan,. Le couple a trois enfants.

## Filmographie partielle

### Au cinéma
- 1995 :  Groom Service  (coproducteur)
- 2013 :  Broken City  (producteur exécutif)
- 2013 : Paranoïa  (producteur)
- 2015 :  Jane Got a Gun  (coproducteur exécutif)
- 2018 :  Le Dog Show  (producteur exécutif)
- 2019 :  Mary  (producteur)
- 2019 :  The Silence  (producteur)
- 2022 :  Tár  (producteur)

### À la télévision
- 2018-2019 :  The Terror  (série télévisée, 20 épisodes, producteur exécutif)
- 2022 : Black Bird  (mini-série télévisée, producteur exécutif, producteur)

## Récompenses et distinctions
- (en) Scott Lambert: Awards, sur l'Internet Movie Database